# Momona Tamada
Momona Tamada, née le 28 septembre 2006 à Vancouver (Colombie-Britannique), est une actrice canadienne. Elle est principalement connue pour incarner Claudia Kishi dans la série Netflix Les Baby-sitters.

## Carrière
Momona Tamada est représentée par Echo Lake Entertainment.
En 2020, elle obtient l'un des rôles principaux de la série Netflix Les Baby-sitters, inspirée de la série littéraire pour adolescents Les Baby-Sitters.

## Filmographie

### Cinéma
- 2020 : Le Catcheur masqué : Erica
- 2020 : À tous les garçons: P.S. Je t'aime toujours : Lara Jean jeune[2]
- 2020 : Petit guide de la chasseuse de monstres : Baby-sitter japonaise
- 2021 : À tous les garçons : Pour toujours et à jamais : Lara Jean jeune
- 2022 : Base secrète : Maya Monroe

### Télévision
- 2019 : The Boys : Kimiko Miyashiro enfant
- 2019 : The Terror : l'arrière-petite-fille de Kazu
- 2020 : Gabby Duran, baby-sitter d'extraterrestres : une danseuse
- 2020–2021 : Les Baby-sitters : Claudia Kishi (18 épisodes)
- 2022 : Super PupZ : Emma
- 2022 : Oni : Légendes du tonnerre (en) : Onari (voix)
- 2024 : Avatar, le dernier maître de l'air : Ty Lee (3 épisodes)
- 2024 : The Spiderwick Chronicles : Emiko (6 épisodes)
- 2025 : Happy Face : Eva (3 épisodes)